# Kun Béla (jogász, 1845–1896)
Kókai Kun Béla (Gagybátor, 1845. július 29. – Budapest, 1896. július 18.) református jogakadémiai tanár.

## Élete
Kun Bertalan református püspök fia. A gimnázium I-V. osztályát 1851. szeptembertől Miskolcon, a VI., VII-et 1859-től 1861-ig Késmárkon, a VIII.-at ismét Miskolcon végezte 1862. július 8-án. Ezután a sárospataki jogakadémia hallgatója volt 1864-ig; a birósági államvizsgálatot 1865. március 6-án tette le Pesten. Joggyakorlaton 1864. augusztus 1-től Zsarnay Ábrahám ügyvédnél volt; 1865. május 13-án a pesti királyi ítélőtáblához díjtalan joggyakornoknak nevezték ki. 1867. február 25-én ügyvéd és április 3. váltóügyvédi vizsgát tett; majd május 29-én rendes joggyakornok, 1868. november 9-én segédfogalmazó lett a pénzügyminisztériumban. 
Munkája 1871. április 4-én Andrássy Gyula gróf miniszterelnök figyelmét felköltötte, s magához vette a sajtóosztályba fogalmazónak. Kun tollával és egész lelkével Deák Ferenc kiegyezési politikájához csatlakozott; később a Lónyay és Sennyey pártárnyalatnak lett híve. Ebben az időben a Kecskeméthy Aurél által szerkesztett Magyar Politika című lapban fejtette ki zsurnalisztikai tevékenységét, majd a Halász Imre alatt megindult Közérdek című lapnak lett politikai főmunkatársa. 
1875. június 19-én amikor a fúzió megtörtént, Kun a miniszterelnökségben viselt hivataláról lemondott és a független publicisztikai pályára lépett. A Kállay Béni vezetése alatti Kelet Népének lett a munkatársa és 1875-ben föllépett képviselőjelöltnek Borsod megyében, de kisebbségben maradt. 1878. decembertől 1881-ig a Magyarországnál folytatta hirlapírói működését és külpolitikai cikkei nem egyszer keltettek figyelmet. Az 1878. évi képviselő-választáskor másodszor is megbukott. 
Amikor a Magyarország beolvadt a Pesti Naplóba, ő is elhagyta Budapestet és Miskolcra költözött; 1885 őszén megválasztották a sárospataki jogakadémiához tanárnak. Székfoglalóját (A statisztika tudományos jellegéről és gyakorlati jelentőségéről hazánkban) 1886 szeptemberében tartotta meg. Ekkor a Függetlenségi Párthoz csatlakozott, de mandátumhoz nem tudott jutni; az 1884. és 1892. évi választások alkalmával is kisebbségben maradt. 
Nagy tehetségű, igen művelt és nagy szorgalmú publicista; a társaséletben a legszellemesebb társalgó volt; a latin német és francia nyelvet alaposan ismerte, a két utóbbit beszélte is. Végül elméje elborult és a budapesti tébolyházban halt meg.
Gyászbeszédet mondott Emődy Dániel sírjánál (Sárospataki Lapok 1891. 16. sz.)

## Munkái
- Az 1867-ki kiegyezés és Bocskay politikája. Pest, 1869
- A magyar nemzet politikája. Budapest, 1873
- Az alkotmányos titkok. Budapest, 1883
- Az orosz invasio veszélyei. Budapest, 1883
- A közjogi alap bukása. Budapest, 1884
- A bécsi kapituláczio. Budapest, 1888 (minden munkáját névtelenül adta ki)

A március 15-i ünnepélyen az ifjúság felkérésére kétszer beszélt, 1889-ben (ezt ki is adta) és 1892-ben.